# Neeli Cherkovski
Neeli Cherkovski, nato Nelson Cherry (Santa Monica, 1º luglio 1945 – San Francisco, 19 marzo 2024), è stato un poeta e scrittore statunitense che scrisse le biografie di Lawrence Ferlinghetti e del suo amico Charles Bukowski, con il quale curò la rivista Laugh Literary and Man the Humping Guns. Fu anche vicino al poeta americano Bob Kaufman.

## Biografia
Nato a Santa Monica, in California, Cherkovski crebbe a San Bernardino. Nel 1970 divenne consulente politico, membro dello staff dell'allora senatore George Moscone. Cherkovski fu autore delle biografie ufficiali di Lawrence Ferlinghetti, Bob Kaufman e Charles Bukowski, insieme al quale curò la rivista Laugh Literary and Man the Humping Guns di Los Angeles. In seguito produsse il primo San Francisco Poetry Festival e all'inizio degli anni novanta fondò il Café Arts Month, evento annuale per la celebrazione della cultura dei caffè di San Francisco.
Di lui si occupò il critico di poesia Gerald Nicosia.
Pubblicò il libro Whitman's Wild Children, una raccolta di dodici saggi su poeti che egli ebbe modo di conoscere: Michael McClure, Charles Bukowski, John Wieners, James Broughton, Philip Lamantia, Bob Kaufman, Allen Ginsberg, William Everson, Gregory Corso, Harold Norse, Jack Micheline e Lawrence Ferlinghetti. Il libro risultò in un'unione di biografie, storie personali e analisi delle poetiche.
Fino al 2008 insegnò letteratura e filosofia presso il New College of California di San Francisco. Tra le sue pubblicazioni di poesia furono particolarmente degne di nota Animal, Elegy for Bob Kaufman e Leaning Against Time per il quale gli fu assegnato il PEN Oakland/Josephine Miles Literary Award nel 2005. Alcuni documenti di Cherkovski sono esposti presso la Bancroft Library della University of California a Berkeley.
Fu amico di vari poeti italiani. Nel 2010 arrivò, con Anna Lombardo, a Mantova, in occasione della presentazione delle antologie pubblicate da Mondadori, a cura di Paul Vangelisti e Luigi Ballerini. In quell'occasione conobbe Andrea Garbin e di conseguenza il Movimento dal sottosuolo, venendo così invitato ai loro eventi da Igor Costanzo, che lo tradusse e, a Roma, da Beppe Costa, che in seguito lo pubblicò.
Residente a San Francisco dal 1975, vi morì il 19 marzo 2024 all'età di 78 anni.

## Opere principali
- Nuova poesia americana. Los Angeles, Mondadori 2005 ISBN 978-88-04-54640-5 a cura di Paul Vangelisti e Luigi Ballerini
- L'amore, comunque, Seam Edizioni 2013 ISBN 978-88-8179-512-3
- Nuova Antologia di Poesia Americana, Ensemble Edizioni 2015 ISBN 978-88-6881-036-8 a cura di Alessandra Bava